# Oleksii Mykhailovych Chernyshov
Oleksii Mykhailovych Chernyshov (tiếng Ukraina: Олексій Михайлович Чернишов; sinh ngày 4 tháng 9 năm 1977) là một chính khách, doanh nhân và nhà đầu tư Ukraina. Ông giữ chức Giám đốc điều hành tại "Naftogaz Ukraina" NJSC từ tháng 11 năm 2022. Ông từng giữ chức Bộ trưởng Phát triển Cộng đồng và Lãnh thổ trong giai đoạn 2020–2022, và Thống đốc vùng Kyiv trong giai đoạn 2019–2020.
Kể từ khi gia nhập chính trường, ông đã thực hiện một trong những cải cách thành công nhất ở Ukraina - cải cách phi tập trung hóa, cũng như cải cách quy định của nhà nước trong lĩnh vực xây dựng.

## Đầu đời và giáo dục
Oleksii Mykhailovych Chernyshov sinh ra và lớn lên tại Kharkiv. Ông tốt nghiệp Đại học Nhân văn Kharkiv "Học viện Nhân dân Ukraina" năm 1999 với bằng Kinh tế học, và Đại học Luật Quốc gia Yaroslav Mudryi với bằng Luật năm 2002.

## Hoạt động kinh doanh
Năm 1998, ông bắt đầu sự nghiệp của mình trong ngành CNTT tại Telesens, một công ty chuyên phát triển phần mềm hệ thống cho doanh nghiệp viễn thông, là công ty con của Telesens AG (Köln, Đức). Năm 2002, ông và các cộng sự đã mua lại cổ phần của tập đoàn tại Ukraina và thành lập một công ty độc lập.
Đầu những năm 2000, ông bắt đầu quan tâm đến lĩnh vực bất động sản thương mại và đã tham gia vào một số dự án ở Kharkiv, đạt được thành công nhất định. Ông từng hợp tác với AVEC Concern. Năm 2004, ông trở thành Phó Chủ tịch Phát triển, rồi trở thành Chủ tịch Concern and AVEC Group từ tháng 11 năm 2005. Từ năm 2008 đến năm 2013, ông giữ chức Chủ tịch ban Giám sát của Concern and AVEC Group. Ông đã lập nên nhiều dự án bất động sản thương mại mới với tổng diện tích 350.000 mét vuông (3.800.000 foot vuông). Ông đã thu hút nguồn đầu tư trực tiếp nước ngoài của các đối tác, như UNIQA Real Estate AG, New Century Holdings (NCH), ECE, vv... trong phát triển bất động sản thương mại.

## Hoạt động đầu tư
Năm 2012, ông thành lập công ty đầu tư và phát triển Eastgate Development, tập trung vào phát triển các dự án bất động sản thương mại quy mô lớn, cũng như thu hút đầu tư nước ngoài vào Ukraina và ổn định môi trường đầu tư trong nước.
Năm 2013, Chernyshov khởi xướng dự án cơ sở hạ tầng quy mô lớn "Kyiv Business Harbor", và là một trong các đối tác trong dự án. Ý tưởng đằng sau dự án là tạo ra một cụm sản xuất công nghiệp ở tả ngạn Kyiv (Troieshchyna) với diện tích 330 hecta, giúp giải quyết các vấn đề như tạo thêm việc làm và thay đổi các chỉ số di cư lao động giữa bờ phải và bờ trái của thành phố.
Năm 2014, Chernyshov thành lập công ty đầu tư «VI2 Partners». Các văn phòng của công ty được đặt tại Kyiv và Viên. Hoạt động chính của VI2 Partners là đầu tư trực tiếp, hình thành và quản lý danh mục tài sản, ngân hàng đầu tư - mua bán sáp nhập, huy động vốn, tái cơ cấu nợ. Công ty thường hợp tác với các tổ chức tài chính quốc tế.
Năm 2017, VI2 Partners mua lại cổ phần chuỗi siêu thị Furshet từ nhà điều hành Auchan Group của Pháp. Số tiền thỏa thuận không được tiết lộ.

## Hoạt động xã hội
Năm 2014, Chernyshov thành lập Quỹ Tầm nhìn Kyiv, một tổ chức được dành riêng để thu hút đầu tư vào quốc gia, hỗ trợ các dự án văn hóa và quảng bá Ukraina ở châu Âu thông qua nghệ thuật đương đại Ukraina. Mùa thu năm 2014, một chương trình triển lãm nghệ thuật đương đại Ukraina "Through Maidan and Beyond" với chủ đề Euromaidan đã được tổ chức thành công tại Museumsquartier ở Viên, Áo. Chương trình có sự hiện diện của các nhân vật văn hóa nghệ thuật và các chính khách, bao gồm cả Bộ trưởng Ngoại giao Áo (trở thành Thủ tướng Áo năm 2017), Sebastian Kurz. Chương trình trình diễn các tác phẩm của 23 nghệ sĩ, trong số đó có Boris Andreyevich Mikhailov, Vlada Ralko, Sergey Bratkov, Nikita Kadan, Zhanna Kadyrova, vv...
Cũng trong năm 2014, Chernyshov ủng hộ thành lập ấn phẩm Awesome Kyiv, một cuốn sách hướng dẫn về thủ đô của Ukraina, gợi mở những nơi ít người biết đến với công chúng. Những cuốn sách tương tự viết về Kyiv tiếp nối được ra mắt sau đó. Vài năm sau, với sự ủng hộ của ông, nhà xuất bản đã công bố một cuốn sách mới, nằm trong loạt sách Awesome viết về Kharkiv – trung tâm công nghiệp và văn hóa của Ukraina. Ấn phẩm Awesome Kharkiv được công bố vào tháng 12 năm 2018.
Vào tháng 11 năm 2017, Chernyshov trở thành Chủ tịch ban Thanh tra của Câu lạc bộ Bất động sản Ukraina (URE), một tổ chức chuyên ngành tập hợp các chuyên gia và người làm nghề trong lĩnh vực bất động sản ở Ukraina.
Năm 2018, với sáng kiến và hỗ trợ của ông, Trường Quản lý Bất động sản Thương mại đã được thành lập. Đây là dự án hợp tác đầu tiên của Câu lạc bộ URE và Viện Quản lý Quốc tế (MIM).
Tháng 3 năm 2019, ông trở thành thành viên của Mạng lưới Liêm chính và Tuân thủ toàn Ukraina (UNIC). Mạng lưới được thành lập bởi Hội đồng Thanh tra Doanh nghiệp với sự hỗ trợ của Ngân hàng Tái thiết và Phát triển châu Âu và Tổ chức Hợp tác và Phát triển Kinh tế. Mục đích của mạng lưới là nhằm thúc đẩy những ý tưởng kinh doanh có đạo đức và có trách nhiệm.

## Công tác trong chính phủ
Chernyshov từng giữ chức Giám đốc Cơ quan Hành chính Nhà nước tỉnh Kyiv từ ngày 28 tháng 10 năm 2019 đến ngày 11 tháng 3 năm 2020. Những thành tựu trong nhiệm kỳ của ông có thể kể đến như phân cấp phân quyền, phát triển vùng, cải thiện cơ sở hạ tầng và dịch vụ đường sắt, và xây dựng trường học, nhà trẻ và sân vận động. Ông cũng nỗ lực nhằm tăng cường đầu tư vào khu vực, tái khởi động các hoạt động của Cơ quan Phát triển Khu vực và triệu tập Hội đồng Nhà đầu tư, nhóm họp lần đầu tiên vào tháng 2 năm 2020.
Chernyshov được bổ nhiệm làm Bộ trưởng Bộ Phát triển Cộng đồng và Lãnh thổ trong một phiên họp bất thường của Verkhovna Rada vào ngày 4 tháng 3 năm 2020. Vào ngày 1 tháng 6 năm 2020, ông được cất nhắc vào Hội đồng Chính sách Chống tham nhũng Quốc gia. Với tư cách Bộ trưởng, ông tập trung vào phát triển vùng, cải cách nhà ở và dịch vụ công, cải cách Thanh tra Kiến trúc và Xây dựng Nhà nước, phân cấp phân quyền và hợp tác quốc tế. Chernyshov cũng hỗ trợ công tác giám sát Great Construction, một dự án gây nhiều tranh cãi được Tổng thống Volodymyr Oleksandrovych Zelenskyy công bố năm 2020 với mục tiêu hiện đại hóa cơ sở hạ tầng quốc gia. Vào ngày 6 tháng 10 năm 2020, Ông và Phó Chủ tịch Ngân hàng Đầu tư châu Âu Teresa Czerwińska đã ký một khoản vay trị giá 300 triệu euro để cải thiện hiệu quả sử dụng năng lượng trong một số tòa nhà của chính phủ. Cải cách phi tập trung hóa của Ukraina được nhấn mạnh là một trong những cải cách thành công nhất trong một báo cáo về công tác thực hiện Hiệp định liên kết giữa Ukraina và Liên minh châu Âu, được Nghị viện châu Âu thông qua vào ngày 11 tháng 2 năm 2021.
Vào ngày 3 tháng 11 năm 2022, Chernyshov được cho miễn nhiễm chức Bộ trưởng Bộ Phát triển Cộng đồng và Lãnh thổ trước Verkhovna Rada. Cùng ngày, Nội các Bộ trưởng bổ nhiệm ông làm Chủ tịch hội đồng quản trị của Naftogaz.

## Gia đình
Chernyshov kết hôn với Svetlana Chernyshova, một trợ lý giáo sư tại Đại học Quốc gia Taras Shevchenko Kyiv. Ông có hai người con trai, sinh năm 2006 và 2014 cùng với một người con gái sinh năm 2019.